# Kilian Joseph Fischer
Kilian Joseph Fischer (* 24. August 1782 in Ebelsbach; † 1. Dezember 1848 in Bamberg) war ein deutscher römisch-katholischer Theologe.

## Leben
Kilian Joseph Fischer besuchte in Bamberg das Gymnasium und studierte anschließend am gleichen Ort Philosophie. Seine Studien beendete er 1799 im Alter von 17 Jahren mit Auszeichnung und er erlangte als Primus inter pares in den allgemeinen Wissenschaften den philosophischen Doktortitel. Anschließend studierte er an der Universität Würzburg bis 1804 Theologie und Philologie, weiterhin erlernte er orientalische Sprachen sowie die italienische Sprache. Mit 23 Jahren wurde er 1805 zum Priester geweiht und arbeitete anschließend als Kaplan anfangs in Karlburg und später in Ochsenfurt. 1809 wurde er als Repetitor der theologischen Disziplinen in das geistliche Seminar in Würzburg berufen, dort lehrte er als Professor der Exegese und der orientalischen Sprachen.
Aufgrund seiner zahlreich besuchten Vorlesungen und seines akademischen Rufes erhielt er Angebote von den Universitäten Bonn, Freiburg und Breslau, an ihren Einrichtungen zu lehren. Allerdings schlug er alle Angebote aus.
Im September 1835 wurde er, bereits im Ruhestand, zum Domkapitular in Bamberg berufen. Er trat damit die Nachfolge des verstorbenen Domkapitulars Joseph Karl an. Gleichzeitig hielt er am Bamberger Königlichen Lyzeum Vorlesungen über orientalische Sprachen und biblische Exegese.

## Schriften
- Dissertatio inauguralis de benedictione filiorum Israelis: Genes. XLIX. Wirceburgi: Nitribitt, 1814.
- Kilianus Josephus Fischer ad disputationem publicam pro gradu doctoris Ss. theologiae rite obtinendo a Josepho Balduino Schreiner die XXVI. Augusti MDCCCXIX invitat. Herbipoli: (Nitribitt), 1819.
- Kilianus Josephus Fischer ad disputationem publicam pro gradu doctoris Ss. Theologiae rite obtinendo ab Ioanne Bickel die XXI. Augusti MDCCCXXIII habendam, Rectorem Academiae Magnificum invitat. Wirceburgi: (Becker), 1823.
- SS. theologiae, iuris canonici et philosophiae doctor Kilianus Josephus Fischer ad disputationem publicam praeside Georgio Liborio Eyrich ab Joanne Bickel habendam invitat. Wirceburgum: Becker, [1823].

Vorlesungsnachschriften
- Briefe an die Korinther und an die Hebräer sowie Psalmi (Erklärung des Buchs der Psalmen); Universitätsbibliothek Freiburg, Hs. 1220; Vorlesungsnachschriften; geschrieben 1815.
- Biblische Exegese (Erklärung der 5 Bücher Mosis); Universitätsbibliothek Freiburg, Hs. 1221; Vorlesungsnachschrift; geschrieben 1815/16.
- Erklärung des Buchs Ecclesiasticus und Ansichten zur Genesis  Universitätsbibliothek Freiburg, Hs. 1222; Vorlesungsnachschriften; geschrieben 1816.